# Johann Paul Kunzen
Johann Paul Kunzen (auch Kuntzen, * 31. August 1696 in Leisnig; † 20. März 1757 in Lübeck) war ein deutscher Organist und Komponist.

## Leben
Nach Schulzeit in Torgau und Freiberg studierte Kunzen ab 1716 an der Universität Leipzig und war unter anderem Schüler von Johann Kuhnau. Es folgten Konzertreisen und Stellen in Zerbst und Wittenberg. Hier wurde sein Sohn Adolf Karl Kunzen geboren. 1723 wurde Johann Paul Kunzen an die Hamburger Oper berufen, wo er mehrere Opern schrieb und eine Freundschaft mit Johann Mattheson begann. Mit seinem Sohn, der als musikalisches Wunderkind galt, unternahm er 1728 eine Konzertreise nach Holland und England. Dort trafen sie auch mit Georg Friedrich Händel zusammen. Im September 1732 wurde Kunzen sen. als Nachfolger von Johann Christian Schieferdecker als Organist und Werkmeister an die Lübecker Marienkirche berufen. Er trat dieses Amt Ostern 1733 an und behielt es bis an sein Lebensende.
In Lübeck führte Kunzen die von Franz Tunder und Dietrich Buxtehude begründeten Abendmusiken weiter. Deren Hauptproben, die nicht in der Kirche, sondern in der Börse stattfanden, öffnete er für zahlende Zuhörer. Daneben führte er Konzerte auf Subskriptionsbasis ein, die ab 1734 im Opernhaus stattfanden. 1747 nahm Lorenz Christoph Mizler ihn in die Correspondierende Societät der musicalischen Wissenschaften auf. Nach seinem Tod wurde sein Sohn Adolph Carl Kunzen, der sich zu diesem Zeitpunkt in London aufhielt, sein Nachfolger.

## Werk
Kunzen hinterließ ein vielseitiges Werk aus Oper, Kirchenmusik und Instrumentalmusik, von dem jedoch nur sehr wenig erhalten ist. Für die Abendmusiken komponierte er wie seine Vorgänger jährlich einen fünfteiligen Kantaten-Zyklus zu biblischen Geschichten. Davon ist jedoch nur die Partitur für Der verlorne Sohn erhalten geblieben (o. J., Neuausgabe Stadtbibliothek Lübeck 2004) sowie die Textbücher der Jahre 1734–1756. Das Libretto für 1739 (Belsazer) stammte von Michael Christoph Brandenburg. Von seinen Werken der Norddeutschen Orgelschule ist eine manualiter Fuge in g-Moll erhalten. Ein Choralbuch zum erweiterten Lübecker Gesangbuch von 1748 ist seit 1945 verschollen.